# Stattegg
Stattegg – gmina w Austrii, w kraju związkowym Styria, w powiecie Graz-Umgebung. Według Austriackiego Urzędu Statystycznego liczyła 2793 mieszkańców (1 stycznia 2015).